# Dudu Pukwana
Mtutuzeli „Dudu“ Pukwana (* 18. Juli 1938 in Port Elizabeth, Südafrika; † 28. Juni 1990 in London) war ein südafrikanischer Jazzmusiker (Saxophonist, Pianist, Sänger und Komponist).

## Leben und Wirken
Pukwanas Mutter war Sängerin, sein Vater Sänger und Pianist. Er lernte ab dem Alter von sechs Jahren bei seinem Vater Piano; zunächst arbeitete er als Pianist für Tete Mbambisas Gesangsgruppe Four Yanks. Bald verlegte er sich aufs Altsaxophon, nachdem er 1956 den Tenorsaxophonisten Nick Moyake getroffen hatte. Mit seinen Jazz Giants, zu denen auch Moyake, Mbambisa und Makaya Ntshoko gehörten, gewann er 1962 den ersten Preis auf dem Johannesburg Jazz Festival. Auch spielte er mit Gideon Nxumalo und gehörte zum Ensemble von Stanley Glassers Musical Mr. Paljas. 1963 spielte er mit Chris McGregors Castle Lager Big Band. Anschließend wurde er Mitglied der Blue Notes, die unter den Bedingungen der Apartheid-Gesetze als gemischtrassig galten und zunehmend von den Behörden in ihrer Arbeit eingeschränkt wurden. Nach einer Einladung auf das Jazzfestival in Antibes ging Pukwana mit den Blue Notes (zu denen außer McGregor Moyake, Mongezi Feza, Johnny Dyani und Louis Moholo gehörten) ins Exil. Nach Zwischenstationen in Zürich und Frankreich ging Pukwana mit der Gruppe nach London, wo er sich dauerhaft niederließ.
Pukwana arbeitete unter zunächst extrem schlechten ökonomischen Bedingungen weiter mit den Blue Notes und der aus ihnen als Kern entstehenden Brotherhood of Breath, aber auch in Keith Tippetts Formation Centipede. Später war er an der Afrorock-Gruppe Assagai beteiligt, bevor er seine eigenen Gruppen Spear (mit John Stevens) und dann Zila (regelmäßig mit Harry Beckett, Django Bates und der Sängerin Pinise Saul) gründete. Zunehmend war er nun auch auf dem Sopransaxophon zu hören. Er nahm auch mit Misha Mengelberg und Han Bennink, mit dem Trompeter Hugh Masekela sowie mit Harry Millers Gruppe Isipingo und mit Dyanis Witchdoctor's Son auf. Er war auf Tourneen in den USA, in Mitteleuropa, Frankreich und in Westafrika und spielte auf bedeutenden Festivals wie in Moers und Willisau.
Als Studiomusiker spielte er mit Gwigwi Mrwebi, der Incredible String Band oder dem Reggae Philharmonic Orchestra und war an Jonas Gwangwas Filmmusik zu Cry Freedom beteiligt. Pukwana hat mit seinen an der südafrikanischen Kwelamusik orientierten Kompositionen und Konzeptionen dem europäischen Jazz neue Impulse gegeben. Seine zum Teil „unökonomische“ und sehr spannungsreiche Art, ein Solo auf dem Altsaxophon zu spielen, stellte eine Bereicherung auch für die improvisierte Musik dar.

## Aufnahmen (Auswahl)
- D. Pukwana: In the Townships (mit Bizo Mngqikana, Mongezi Feza, Harry Miller, Louis Moholo, 1973)
- D. Pukwana: Diamond Express (mit Feza, Moholo, K. Tippett, Elton Dean, 1975, auch unter dem Titel Ubaqile)
- J. Dyani: Witchdoctors Son (mit John Tchicai, 1978)
- Dudu Pukwana, Han Bennink, Misha Mengelberg: Yi Yole (1979)
- J. Dyani: Song for Biko (mit Don Cherry und Makaya Ntshoko, 1978)
- D. Pukwana/J. Stevens: Radebe–They Shoot to Kill, (1987)
- Louis Moholo-Moholo / Dudu Pukwana / Johnny Dyani, Frank Wright: Spiritual Knowledge and Grace (2011)
- D. Pukwana / Nick Stephens:  Soho (1989, ed. 2020)
- D. Pukwana: Cosmics Chapter 90 (mit H. Beckett, Mervyn Africa, D. Bates, Lucky Ranku, 1990)